# Vitbrynad cistikola
Vitbrynad cistikola (Cisticola cantans) är en fågel i familjen cistikolor inom ordningen tättingar. Den förekommer i Afrika från Senegal till Zimbabwe. Beståndet anses vara livskraftigt.

## Utseende och läte
Vitbrynad cistikola är en rätt färgglad och stor cistikola. Den har rostrött inslag i vingen, rostfärgad hjässa och ett mörkt tvärband nära stjärtspetsen. Arten liknar rostkindad cistikola, men denna saknar den roströda vingpanelen. Liknande är även de bestånd av akaciacistikola som har ostreckad rygg, men skiljs åt av helt annorlunda läten. Hanens sång består av musikaliska "tu-lip", ofta åtföljda av raspiga läten från honan.

## Utbredning och systematik
Vitbrynad cistikola har en vid utbredning från Senegal i Västafrika söderut till Zimbabwe. Den delas in i sju underarter med följande utbredning:
- Cisticola cantans swanzii – Senegal och Gambia till södra Nigeria
- Cisticola cantans concolor – norra Nigeria till södra Sudan och Sydsudan
- Cisticola cantans adamauae – Kamerun till Kongo-Brazzaville och nordvästra Kongo-Kinshasa
- Cisticola cantans belli – Centralafrikanska republiken, nordöstra Kongo-Kinshasa, Uganda och nordvästra Tanzania
- Cisticola cantans cantans – södra Eritrea till södra Etiopien
- Cisticola cantans pictipennis – Kenya och norra Tanzania (i söder till Ngurubergen)
- Cisticola cantans muenzneri – södra Tanzania (Ulugurubergen) till Zimbabwe

### Familjetillhörighet
Cistikolorna behandlades tidigare som en del av den stora familjen sångare (Sylviidae). Genetiska studier har dock visat att sångarna inte är varandras närmaste släktingar. Istället är de en del av en klad som även omfattar timalior, lärkor, bulbyler, stjärtmesar och svalor. Idag delas därför Sylviidae upp i ett antal familjer, däribland Cisticolidae.

## Levnadssätt
Vitbrynad cistikola hittas i en rad olika frodiga öppna miljöer, som buskmarker, igenväxt odlingsbygd och fuktig savann. Den ses vanligen i par, ibland i små grupper.

## Status
Arten har ett stort utbredningsområde och beståndet anses vara stabilt. Internationella naturvårdsunionen IUCN listar den därför som livskraftig (LC).

## Namn
Cistikola är en försvenskning av det vetenskapliga släktesnamnet Cisticola som betyder "cistroslevande".

## Bilder

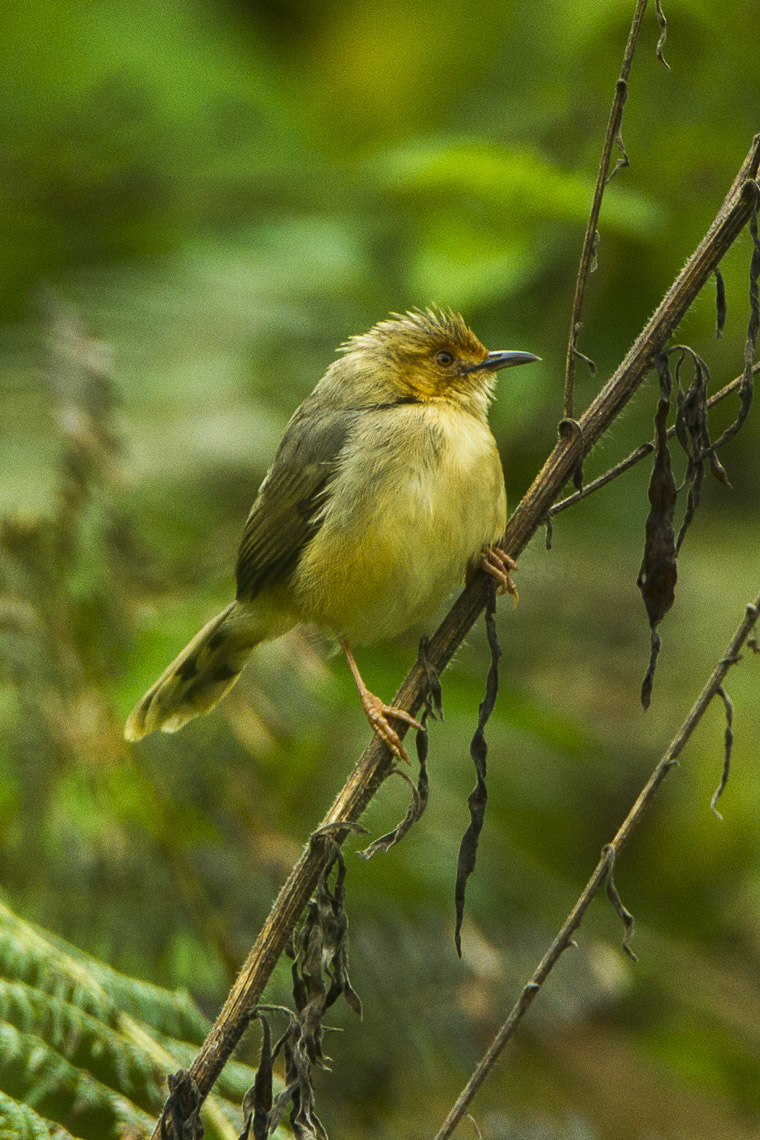
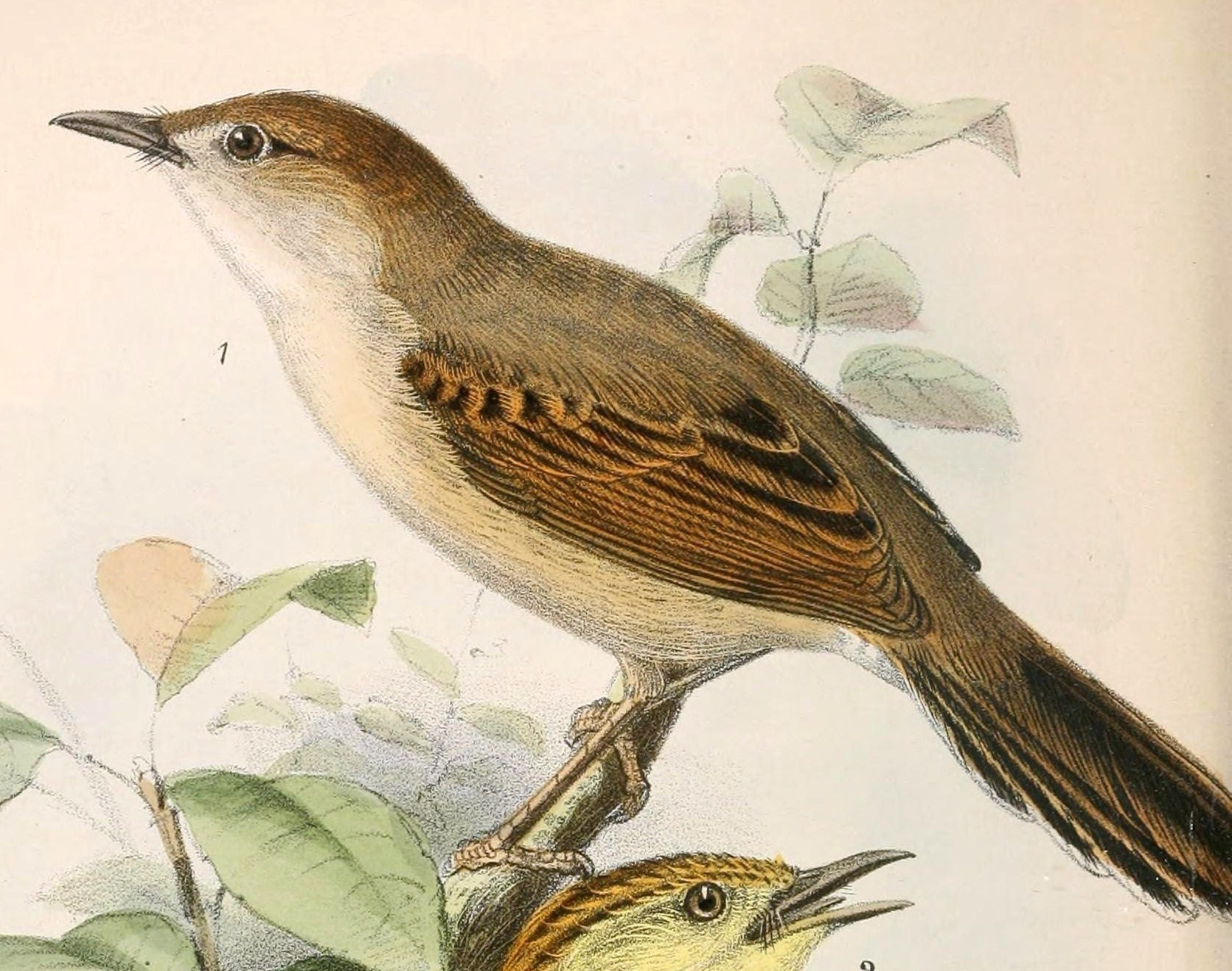